# Mugilicola smithae
Mugilicola smithae is een eenoogkreeftjessoort uit de familie van de Ergasilidae. De wetenschappelijke naam van de soort is voor het eerst geldig gepubliceerd in 1978 door Jones J.B. & Hine.